# Roland Gift
Roland Lee Gift (n. 28 de mayo de 1961)es un cantante, compositor y actor británico. Es el ex vocalista principal de la banda de pop rock Fine Young Cannibals.

## Primeros años de vida
Gift nació el 28 de mayo de 1961 en el distrito Sparkhill de Birmingham, de madre inglesa y padre afrocaribeño. Vivió en Sparkhill hasta los 11 años, recibiendo su educación formal temprana en la Escuela Anderton Park y la Escuela Primaria Arden. Su familia se mudó luego a Kingston upon Hull, donde su madre, Pauline, regentaba varias tiendas de ropa de segunda mano, mientras él era alumno de la escuela Kelvin Hall.

## Carrera musical
La primera grabación de Gift fue como saxofonista con Akrylykz, una banda de ska de Hull. El álbum fue el segundo lanzamiento de Red Rhino Records de York. Aunque este disco no tuvo éxito, atrajo la atención de Andy Cox y David Steele de The Beat. Akrylykz realizó una gira con The Beat,  lo que los llevó a, alrededor de 1985, pedirle que fuera el cantante principal de su nueva banda Fine Young Cannibals después de que su antigua banda, The Beat, se separara. También fue artista invitado en el sencillo "Time Is Tight" de Ska City Rockers. 
Gift ha actuado como solista, apareciendo en el Festival Rewind en Henley. El 13 de febrero de 2012 Gift apareció en BBC Radio Solent promocionando los conciertos y anunció un posible nuevo álbum en 2012.
También apareció en el programa anual número 20 Hootenanny de Jools Holland, que se emitió durante la noche en BBC2 el 31 de diciembre de 2012 y 1 de enero de 2013, el último en grabarse en el BBC Television Centre. Gift cantó los éxitos de Fine Young Cannibals "Good Thing" y "Suspicious Minds". Gift fue vocalista invitado en la gira 2013 de Jools Holland.
Diez años después de su primera aparición, Gift reapareció nuevamente en el programa anual Hootenanny de Holland, que se emitió durante la noche en BBC2 el 31 de diciembre de 2022 y 1 de enero de 2023. Gift cantó -nuevamente- los éxitos de Fine Young Cannibals "Suspicious Minds" y "Good Thing".

## Carrera actoral

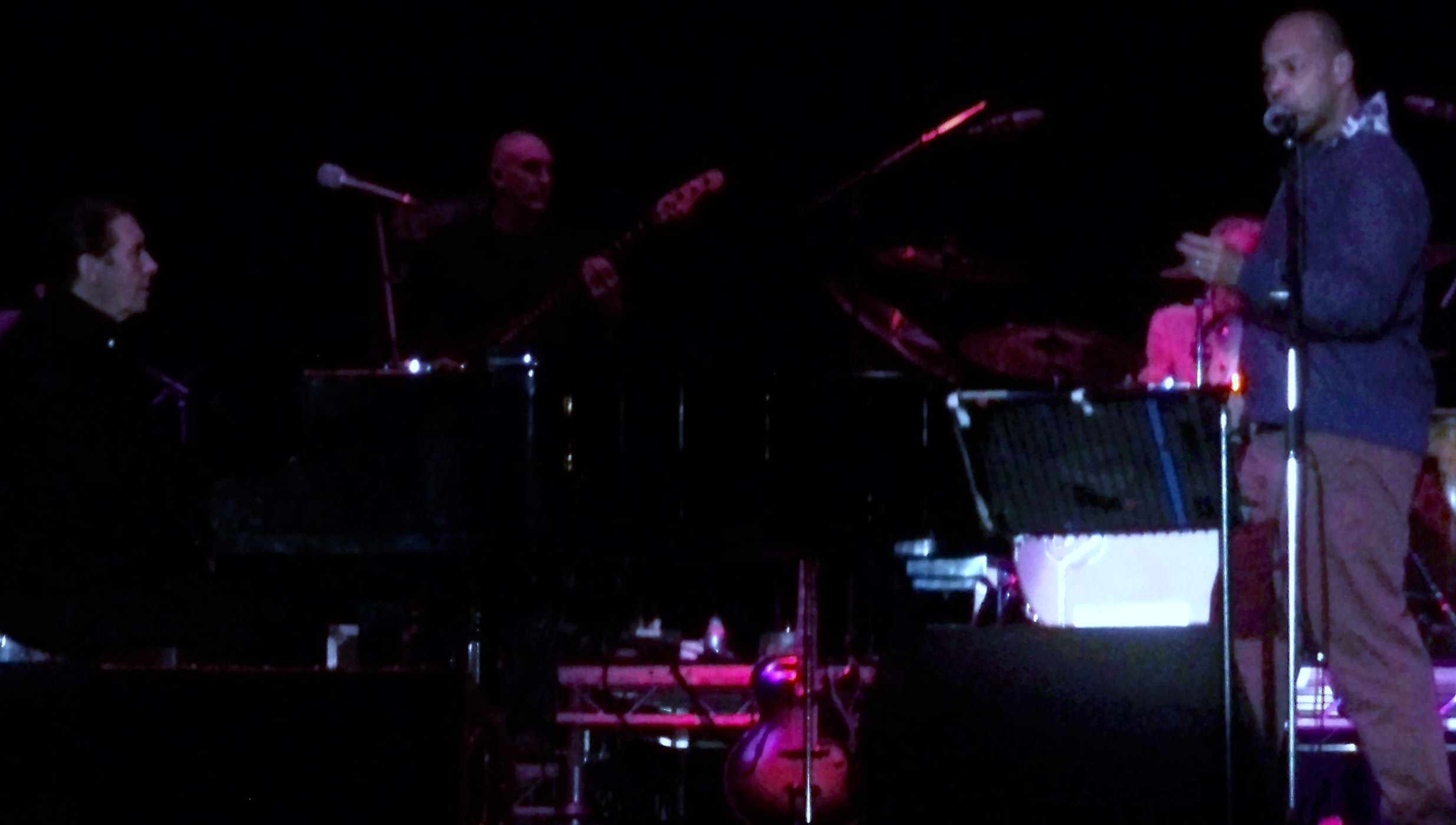
Roland Gift en Guilfest 2011

En 1987, Gift tuvo su primer papel en la pantalla en la película Sammy and Rosie Get Laid, y también apareció en Out of Order el mismo año. En 1990 hizo su primer trabajo teatral, interpretando a Romeo en la producción de Romeo y Julieta de Shakespeare en el Hull Truck Theatre, una producción que tuvo una breve presentación en los Estados Unidos en el Staller Center for the Arts. También apareció como cantante de salón (cantando canciones que se incluyeron en el álbum de Fine Young Cannibals The Raw and the Cooked ) en la película de 1987 Tin Men, dirigida por Barry Levinson. En 1989, apareció en Scandal como Johnny Edgecombe, el novio de Christine Keeler .
En diciembre de 1992, comenzó la primera de cinco apariciones como el Inmortal Xavier St. Cloud en la serie de televisión Highlander: The Series, y apareció en un episodio de 1993 de la serie de televisión de Yorkshire Heartbeat (Ser. 2 Ep 5, Over The Hill). Interpretó a Ken Marston. También tuvo un pequeño papel como el saxofonista de jazz Eddie Mullen en la miniserie Painted Lady (1997), protagonizada por Helen Mirren, y apareció en la película La isla de la esposa del cartógrafo (2001).
En 2020, interpretó a Johnny Holloway, una ex estrella del pop enviada a prisión, en el drama musical de BBC Radio 4 Return to Vegas . Gift escribió la obra y co-compuso la música junto con Ben Barson, hermano de Mike Barson de Madness.

## Vida personal
Gift tiene tres hermanas y un hermano. Su esposa Louise murió en 2020. 

## Discografía

### Álbumes
| Año  | Información                                                                                                   | Lista de álbumes del Reino Unido |
| ---- | --- | -------------------------------- |
| 2002 | Regalo de Roland - Álbum de estudio debut - Lanzamiento: 18 de marzo de 2002 - Formatos: CD, Descarga digital | —                                |

### Individual
| Año  | Soltero                                | Lista de sencillos del Reino Unido | Álbum               |
| ---- | -------------------------------------- | ---------------------------------- | ------------------- |
| 2002 | "It's Only Money"                      | 123                                | Roland Gift (album) |
| 2009 | "Crushed" *(como regalo de Roland Lee) | —                                  | Non-album single    |